# 人工島の一覧
人工島の一覧（じんこうとうのいちらん）は、人工島の一覧である。
現在、人工島は高価であるが、土地不足の問題を有する多くの都市（東京の台場や福岡アイランドシティプロジェクトなど）では場合によっては有利な選択肢である。将来的には、深刻な都市の土地不足や混雑に直面する世界中（特にアジア）の多くの都市で一般的な光景になるかもしれない。そしてやがては、人工島は論理的な選択となるかもしれない。

## アジア

### アゼルバイジャン
- カザール・アイランド（英語版）

### バーレーン
- ドゥラ・アルバーレーン（英語版）
- アムワージ諸島（英語版）
- リーフアイランド - 別名、ルル島。
- バーレーンベイ（英語版）
- ディアール（英語版）（ムハッラク）
- バーレーンラグーン
- パスポート島 - 別名、4号堤防。サウジアラビアと共有。

### 中国

#### 天津
- 東江 - 渤海湾貨物転送や湿地復興のために北京の近くにできた島。33.5平方キロメートル。

### 大韓民国
- セビッソム（朝鮮語版） - 漢江に浮かぶ人工島。

### 香港
- 香港コンベンション・アンド・エキシビション・センター - 湾仔沖にできた新しい人工島。
- 香港国際空港
- マカオ・フェリー・ターミナル - 別の人工島にスカイウェイで接続された人工島。さらに別のスカイウェイで信徳センターへも接続された。
- 青衣島と葵涌を結ぶ橋の橋脚2本に、船の衝突を防ぐために、2つの人工島が設けられている。

### インド
- ウィリンドン島（英語版）
- キャトル島（英語版） - 丘上の村だったが、ヒラクド・ダム（英語版）の貯水池の形成によって島と化す。

### 日本
埋立地#土地利用も参照
- 緑の島（北海道函館市）
- 中の島（木更津市）
- 夢の島
- 浦安市・東京ディズニーランドのための埋立諸島。
- 八潮 (品川区)
- 勝島
- 東品川
- 東八潮
- お台場/台場 (東京都港区) - 東京湾
- 第一海堡、第二海堡 - 東京湾。第三海堡は撤去され現存しない。
- 新木場
- 青海 (江東区)
- 有明 (江東区)
- 枝川 (江東区)
- 辰巳 (江東区)
- 東雲 (江東区)
- 豊洲
- 若洲
- 潮見
- 清新町（東京都江戸川区）
- 臨海町（葛西臨海公園他）
- 月島
- 佃 (東京都中央区)
- 勝どき
- 晴海 (東京都中央区)
- 豊海町 (東京都中央区)
- 東京湾アクアラインのための木更津島/海ほたるパーキングエリア
- 羽田国際空港の滑走路の拡張のための島
- 羽田旭町
- 昭和島（大田区）
- 平和島 - 東京湾
- 大森南
- 東海 (大田区)
- 東糀谷
- 城南島（城南島海浜公園他）
- 京浜島
- 川崎人工島
- 扇島/東扇島
- 浮島町 (川崎市)
- 大黒埠頭
- 和賀江島 - 相模湾
- 八景島
- 南本牧埠頭
- 初島 (長野県)
- 新舞子マリンパーク
- 中部国際空港（愛知県）
- ポートアイランド (愛知県)
- 矢橋帰帆島 - 琵琶湖
- 咲洲（大阪市住之江区）
- 天保山ハーバービレッジ
- 夢洲
- 舞洲/舞洲スポーツアイランド
- 関西国際空港
- 甲子園浜
- 西宮浜
- 南芦屋浜
- 深江浜町
- 魚崎浜町
- 住吉浜町（神戸市東灘区）
- 六甲アイランド - 神戸港
- ポートアイランド - 神戸港
- 神戸空港
- 経が島（神戸市）
- 苅藻島（神戸市）
- 和歌山マリーナシティ
- マリンピア沖洲 - 徳島小松島港
- 福岡アイランドシティ - 博多港
- 北九州空港
- 初島 (大牟田市)
- 三池島（大牟田市） - 有明海
- 長崎空港
- 出島（長崎県）
- 端島 (長崎県) - 軍艦島。半人工島。
- ハウステンボス（長崎県）
- 中央港新町（鹿児島市）
- 豊崎（豊見城市）
- 八島人工島（石垣市）

### マカオ
- マカオ国際空港
- ラゴスナムヴァン島

### モルディブ
- フルマーレ島（英語版）
- ティラフシ島（英語版）
- ガルヒ・ファーウ島（英語版）
- ガードゥー島（英語版）

### カタール
- ルサイル - ドーハの北で計画されている人工島。
- ザ・パール・カタール（英語版） - 真珠をモチーフにした巨大なリゾート島。

### シンガポール
- サンゴ島
- ジュロン島 - 7つの自然の島のを埋め立てによってつなげて形成された人工島。
- パラダイス島
- パール島
- プンゴルバラット島
- プンゴルティモール島
- セマカウ島
- サンディ島
- トレジャーアイランド

### スリランカ
- コロンボ・ポート・シティ（英語版）（コロンボ）

### アラブ首長国連邦

#### アブダビ
- ルル島（英語版）

#### ドバイ
- ブルジュ・アル・アラブ - 小さな人工島にあるホテル。
- パーム・アイランド - パーム・ジュメイラ、パーム・ジェベル・アリ、デイラ・アイランドの3島から成る。
- ジュメイラ・アイランズ
- The World
- ドバイウォーターフロント
- ザ・ユニバース

## ヨーロッパ

### オーストリア
- ドナウ島（ドイツ語版、英語版）（ウィーン） - ドナウ川の中にある長さ20km、幅200mの島。

### ブルガリア
- ヴァルナ南部の工業及び港湾地帯にある幅2kmの地峡。黒海とヴァルナ湖（英語版）の間に位置する。1976年に運河で隔てられて島にある。

### デンマーク
- ペベルホルム（デンマーク語版、英語版） - デンマークとスウェーデンの間のエーレスンド海峡（オーレスン海峡）を結ぶ鉄道道路併用橋及び海底トンネルオーレスン・リンクの途中にある人工島。
- フラク要塞（デンマーク語版、英語版） - コペンハーゲン港
- ミドルグリン要塞（デンマーク語版、英語版） - コペンハーゲン港
- トロクレナ要塞（デンマーク語版） - コペンハーゲン港
- カティガットリンクアイランド（Kattegat Link Island）
- アマーストランドパーク (Amager Strandpark)
- クリスチャンハウン (Christianshavn)

### フランス
- 白鳥の島（フランス語版、英語版）
- フォール・ボワヤール

### ドイツ
- ニーゲヘルン島（ドイツ語版、英語版）

### イタリア
- MOSEプロジェクト - ヴェネツィアの洪水防御の一環として、リド入口に建設

### モンテネグロ
- 岩礁の聖母島（英語版） - クロアチア語: Gospa od Škrpjela（ゴスパ・オド・シュクルペラ）。コトル湾に位置する聖母を納める教会が建つ岩礁状の小島。

### オランダ
- フレヴォラント州
- アイブルフ（オランダ語版、英語版）（アムステルダム） - アイ湖に造成中の8つの人工島。
- アイセルオーフ（オランダ語版、英語版）
- ネールチェ・ヤンス（オランダ語版、英語版）
- パンパス要塞（オランダ語版、英語版）
- REM島（オランダ語版、英語版）
- マースフラクテ

### イギリス
- ホエール島 (イギリス)（英語版） - ポーツマス港
- シーランド公国
- クラノグ（英語版）（スコットランド） - 数百ある湖上住居。
- チャリス島（ケンブリッジシャー）

## アメリカ

### ボリビア
#ペルー/ボリビア参照

### カナダ
- ノートルダム島（英語版）（モントリオール）
- オンタリオ・プレイス（英語版）東島・西島（オンタリオ州トロント）

### メキシコ
- スパイラル島 - 小さな浮島。

### パナマ
- バロ・コロラド島（英語版） - パナマ運河地帯にあるかつての丘陵。

### ペルー / ボリビア
- チチカカ湖には、ウル族（英語版）が暮らすトトラで作られた人工の浮島がある。

### 米国

#### アラスカ
- ノーススター島 - ノーススター油層からの石油掘削と抽出のために構築されたボーフォート海の島

#### カリフォルニア
- バルボア島（英語版）（ニューポートビーチ）
- トレジャーアイランド（英語版）（サンフランシスコ湾）
- トムソーヤ島（ディズニーランド）
- リンコン島（英語版）
- THUMS諸島（英語版） - サンペドロ湾に石油採掘のために設けられた島。THUMS社によって運営されている。THUMSは同社の親会社であるテキサコなど5社の頭文字から名づけられた。別名、Astronaut Islands。これは、アポロ1号の4人の宇宙飛行士及びT-38の操縦中に事故死した宇宙飛行士にちなんで名付けられた。
- コーストガード島（英語版）（オークランド河口（英語版））

#### フロリダ
- イゾラ・ディ・ロランド（英語版）（マイアミ）-失敗した人工島の建設プロジェクト。
- ハイビスカス島（英語版）（マイアミビーチ）
- パーム島 (マイアミビーチ)（英語版）（マイアミビーチ）
- ピーナッツ島（英語版）（リビエラビーチ（英語版））
- スター島 (マイアミビーチ)（英語版） （マイアミビーチ）
- ベネチア諸島 (フロリダ州)（英語版）（マイアミビーチ）- ベルアイル、ビスケーン島、ディ・リド島とフラグラーモニュメント島を含む。
- フィッシャー島 (フロリダ州)（英語版）（マイアミ）
- ワトソン島（英語版）（マイアミ）
- ダッジ島（英語版）（マイアミ）
- ブリッケル・キー（英語版） - 日没の島/夕日島/夕日の島/ブリッケルキー島

#### イリノイ州
- グース島 (シカゴ)（英語版）（シカゴ）
- ノーザリー島（英語版）（シカゴ）

#### ケンタッキー州
- シッピングポート (ケンタッキー州)（英語版） - かつては独立した町であったが、現在はルイビルの一部となっている。オハイオ川滝（英語版）をバイパスするために建設されたルイビル・ポートランド運河（英語版）が1825年に開通したために島となった。

#### ニューヨーク州
- ウ・タント島（マンハッタン）
- ホフマン島（スタテン島）
- スウィンバーン島（スタテン島）

#### ワシントン州
- ハーバー島 (シアトル)（英語版）（シアトル）
- ダック島（グリーンレイクパーク（英語版）（シアトル）

#### ウィスコンシン州
- ドア郡 運河の北

## アフリカ

### 南アフリカ
- カンフルス・ダム（英語版）の人工島 - フラミンゴの繁殖島として構築。

## オセアニア

### オーストラリア
- ヘイリッソン島（英語版） - スワン川
- ファンタシー・リーフワールド - ハミルトン島付近に設けられたポンツーン。

### ソロモン諸島
- スルフォウ島（英語版）
- アタギキ島（英語版）

### トンガ
- 旧ミネルバ共和国

## 領有に争いがあるもの
- ファイアリー・クロス礁 - 南沙諸島